# Pimbo
 Pimbo  est une commune du Sud-Ouest de la France, située dans le département des Landes (région Nouvelle-Aquitaine).
Le toponyme se traduit par thym en gascon.

## Géographie

### Localisation
La commune est située dans la région du Tursan (sud-est des Landes), dans le vignoble du même nom. Elle est limitrophe du département des Pyrénées-Atlantiques.

### Communes limitrophes
Les communes limitrophes sont  Arzacq-Arraziguet, Clèdes, Lacajunte, Lauret, Miramont-Sensacq, Philondenx, Poursiugues-Boucoue et Puyol-Cazalet.
| Puyol-Cazalet, Lacajunte                 | Clèdes                                     | Miramont-Sensacq |
| Philondenx                               | Pimbo                                      | Lauret           |
| Arzacq-Arraziguet (Pyrénées-Atlantiques) | Poursiugues-Boucoue (Pyrénées-Atlantiques) |                  |

### Hydrographie
Le Bas, affluent droit du Gabas, traverse les terres de la commune.

### Climat
Pour des articles plus généraux, voir Climat de la Nouvelle-Aquitaine et Climat des Landes.
Historiquement, la commune est dans une zone de transition entre les climats océaniques aquitain et montagnard.  
En 2020, Météo-France publie une typologie des climats de la France métropolitaine dans laquelle la commune est dans une zone de transition entre le climat océanique altéré et le climat de montagne et est dans une zone de transition entre les régions climatiques « Aquitaine, Gascogne » et « Pyrénées atlantiques »0.
Pour la période 1971-2000, la température annuelle moyenne est de 13,3 °C, avec une amplitude thermique annuelle de 14,9 °C. Le cumul annuel moyen de précipitations est de 1 075 mm, avec 12 jours de précipitations en janvier et 7,7 jours en juillet. Pour la période 1991-2020, la température moyenne annuelle observée sur la station météorologique la plus proche, située sur la commune d'Urgons à 10 km à vol d'oiseau, est de 14,0 °C et le cumul annuel moyen de précipitations est de 1 009,4 mm,. Pour l'avenir, les paramètres climatiques de la commune estimés pour 2050 selon différents scénarios d’émission de gaz à effet de serre sont consultables sur un site dédié publié par Météo-France en novembre 2022.

## Urbanisme

### Typologie
Au 1er janvier 2024, Pimbo est catégorisée commune rurale à habitat très dispersé, selon la nouvelle grille communale de densité à sept niveaux définie par l'Insee en 2022.
Elle est située hors unité urbaine et hors attraction des villes,.

### Occupation des sols

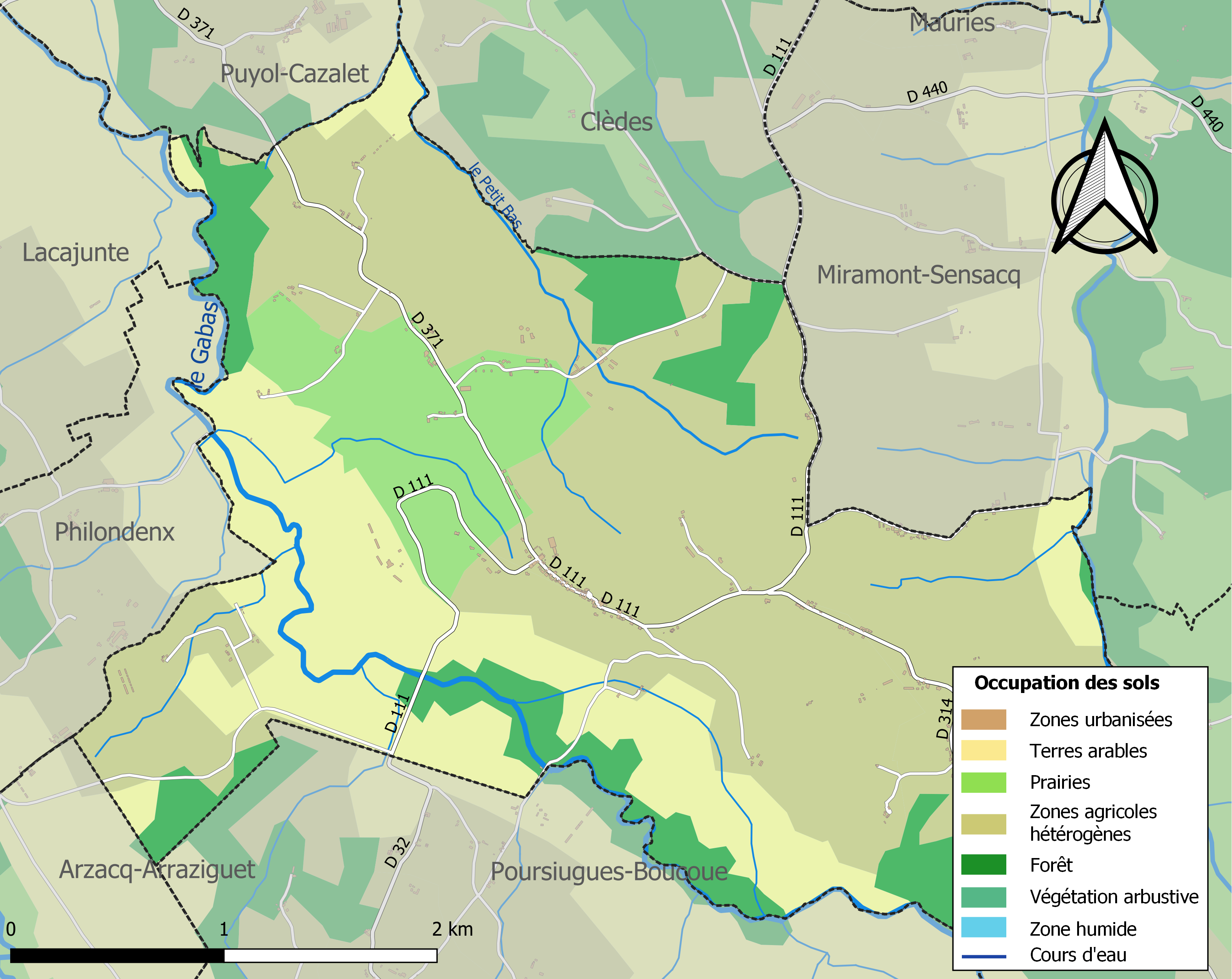
Carte des infrastructures et de l'occupation des sols de la commune en 2018 (CLC).

L'occupation des sols de la commune, telle qu'elle ressort de la base de données européenne d’occupation biophysique des sols Corine Land Cover (CLC), est marquée par l'importance des territoires agricoles (88,1 % en 2018), une proportion sensiblement équivalente à celle de 1990 (88 %). La répartition détaillée en 2018 est la suivante : zones agricoles hétérogènes (55,3 %), terres arables (22,8 %), forêts (11,9 %), prairies (9,9 %). L'évolution de l’occupation des sols de la commune et de ses infrastructures peut être observée sur les différentes représentations cartographiques du territoire : la carte de Cassini (XVIIIe siècle), la carte d'état-major (1820-1866) et les cartes ou photos aériennes de l'IGN pour la période actuelle (1950 à aujourd'hui).

### Risques majeurs
Le territoire de la commune de Pimbo est vulnérable à différents aléas naturels : météorologiques (tempête, orage, neige, grand froid, canicule ou sécheresse), inondations, mouvements de terrains et séisme (sismicité modérée). Un site publié par le BRGM permet d'évaluer simplement et rapidement les risques d'un bien localisé soit par son adresse soit par le numéro de sa parcelle.
Certaines parties du territoire communal sont susceptibles d’être affectées par le risque d’inondation par débordement de cours d'eau, notamment le Gabas et le Bas. La commune a été reconnue en état de catastrophe naturelle au titre des dommages causés par les inondations et coulées de boue survenues en 1999 et 2009,.
Les mouvements de terrains susceptibles de se produire sur la commune sont des affaissements et effondrements liés aux cavités souterraines (hors mines) et des tassements différentiels. Par ailleurs, afin de mieux appréhender le risque d’affaissement de terrain, un inventaire national permet de localiser les éventuelles cavités souterraines sur la commune.

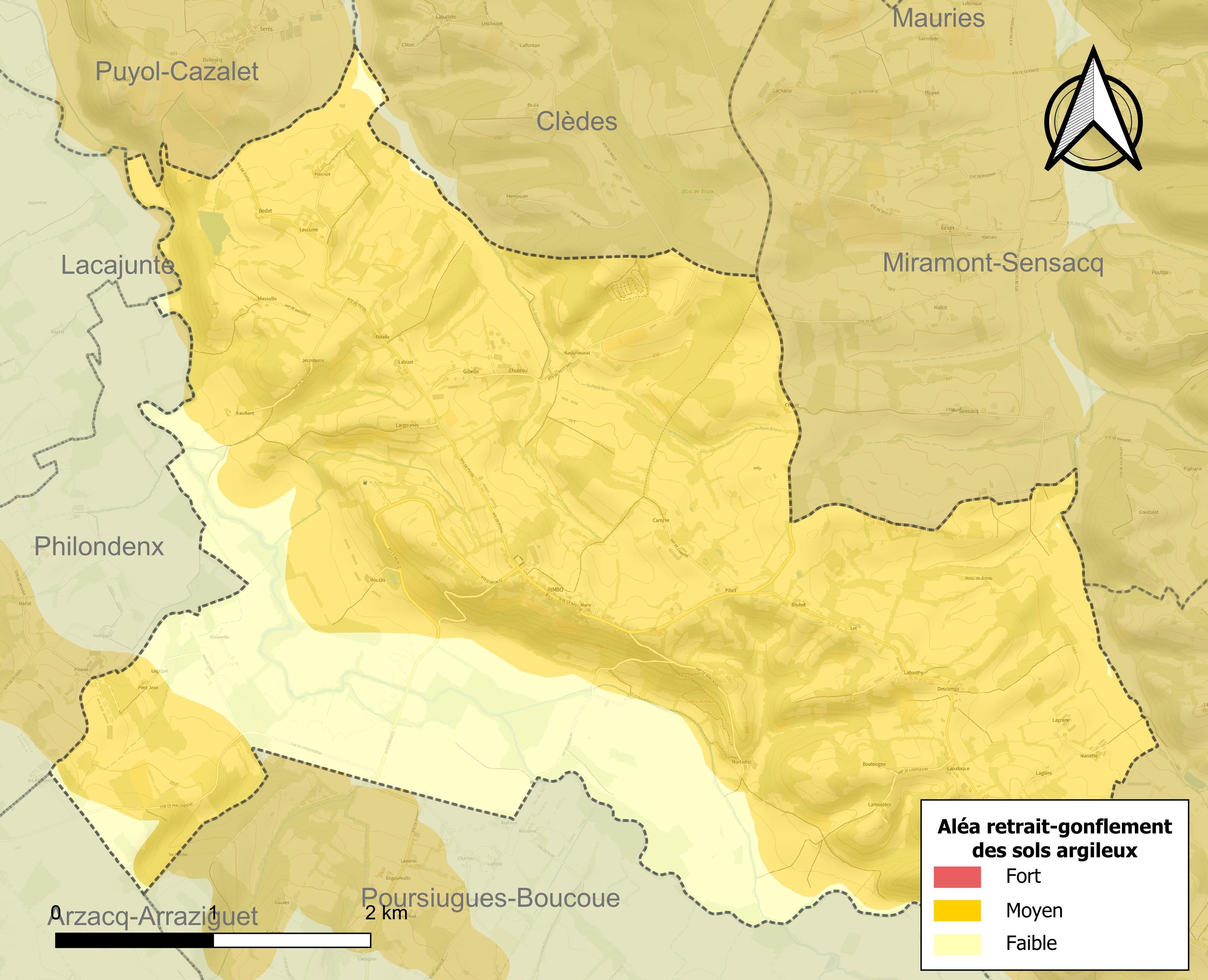
Carte des zones d'aléa retrait-gonflement des sols argileux de Pimbo.

Le retrait-gonflement des sols argileux est susceptible d'engendrer des dommages importants aux bâtiments en cas d’alternance de périodes de sécheresse et de pluie. 80,7 % de la superficie communale est en aléa moyen ou fort (19,2 % au niveau départemental et 48,5 % au niveau national). Sur les 121 bâtiments dénombrés sur la commune en 2019,  117 sont en aléa moyen ou fort, soit 97 %, à comparer aux 17 % au niveau départemental et 54 % au niveau national. Une cartographie de l'exposition du territoire national au retrait gonflement des sols argileux est disponible sur le site du BRGM,.
Concernant les mouvements de terrains, la commune a été reconnue en état de catastrophe naturelle au titre des dommages causés par la sécheresse en 1989 et par des mouvements de terrain en 1999.

## Toponymie
Pimbo, orthographié Pímbou selon les règles orthographiques du gascon moderne, signifie « thym ».

## Histoire
La tradition attribue la fondation de la collégiale à Charlemagne en 778. Il y eut très tôt des bénédictins.
Le 15 décembre 1268, un contrat de paréage fut signé entre l'abbé Arnaud de Sanguinet et cinq chanoines de la collégiale de Pimbo, d'une part, et Thomas d'Ypergrave sénéchal de Gascogne, représentant du roi-duc Henri III d'Angleterre, d'autre part. Ce contrat de fondation de la plus ancienne bastide landaise prévoit aussi la construction d'un château sur une terre donnée par l'abbé. Il y eut alors trois églises, Sainte-Marie-Madeleine, Notre-Dame et Saint-Barthélemy, collégiale qui, seule, demeure.
Le premier document connu est le contrat de paréage, de 1268, caractéristique des fondations des bastides. Il partage les droits sur un fief entre deux seigneurs (un religieux et un laïc généralement). En échange des droits de justice et des droits fonciers partagés entre les deux seigneurs, les nouveaux habitants bénéficient d'une protection religieuse de la collégiale et militaire du château. En effet, la création de bastides anglaises ou françaises, phénomène politique du XIIIe et du XIVe siècle du Sud-Ouest de la France, a pour but l'implantation d'habitants qui se voient attribuer de nombreux avantages garantis par l'octroi d'une coutume (droits des habitants à l'intérieur d'une cité).
Si la plupart de ces villes nouvelles, que sont les bastides, ont un plan orthogonal régulier, certaines d'entre elles ont dû s'adapter aux configurations du terrain ou à la présence d'un bourg ancien. C'est le cas à Pimbo, bastide-rue, bâtie sur une crête étroite permettant la construction d'une rue unique reliant la collégiale à ce qui fut le château.
En 1399, le roi d'Angleterre fait don de Pimbo à Raymond Bertrand de Castelnau, dont la famille a autorité sur le Tursan. En 1569, les troupes huguenotes menées par Montgomery détruisent le château fort, la bastide et la collégiale. Cette dernière est reconstruite par les religieux quand la paix est ramenée dans le royaume par le roi Henri IV. La Révolution française amène son lot de destructions, entraînant la suppression du collège des neuf chanoines. La châtelaine, madame de Portets, dont le mari a émigré en Espagne, accueille les prêtres réfractaires et les cache dans son château de Barenne.

### Le pèlerinage de Compostelle

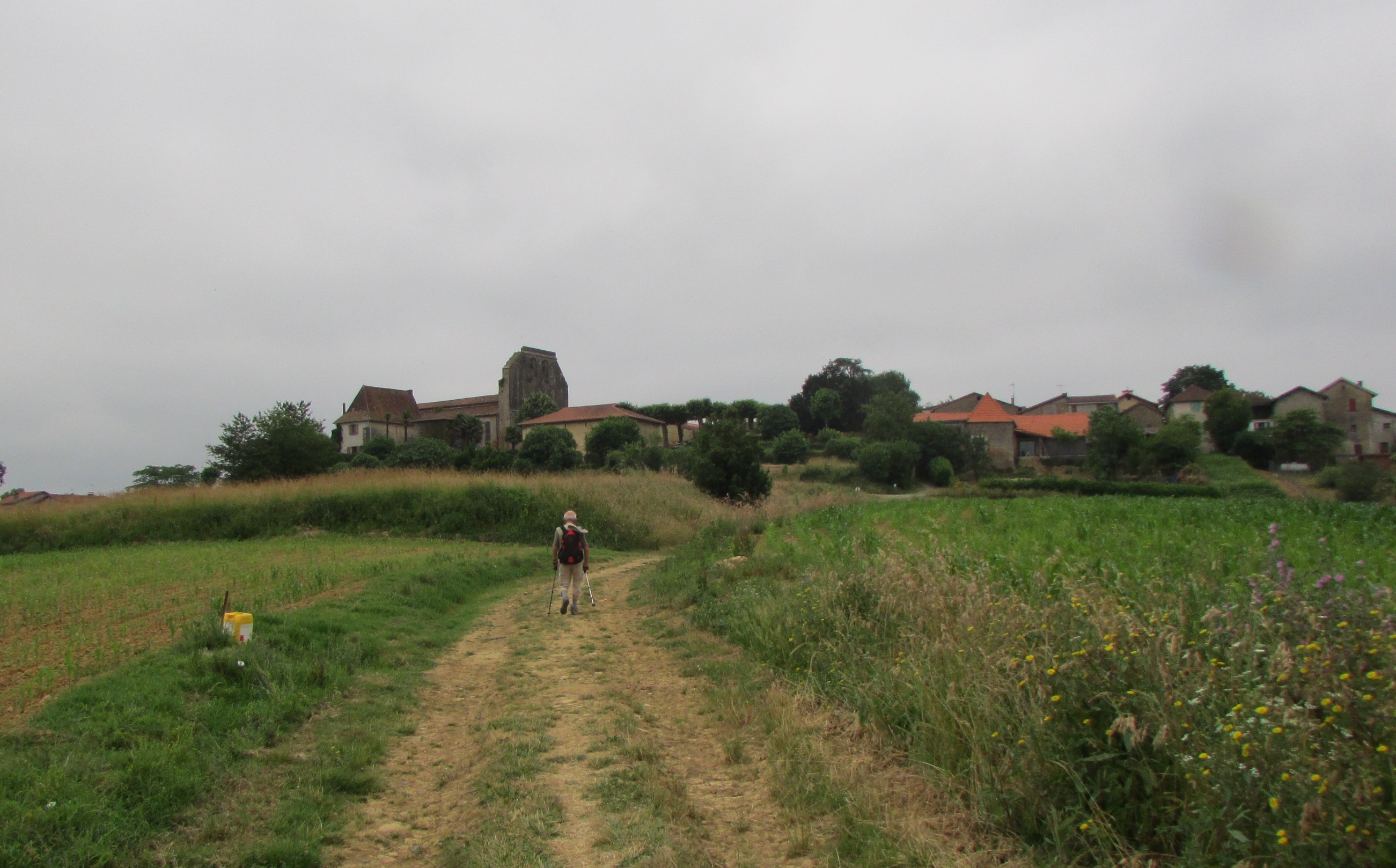
Pèlerin arrivant à Pimbo par le chemin de Compostelle.

Pimbo est sur la via Podiensis du pèlerinage de Saint-Jacques-de-Compostelle. On vient de Miramont-Sensacq (8,5 km), le village suivant traversé est Arzacq-Arraziguet (6,5 km).

## Politique et administration

### Liste des maires
| Période                                  | Période  | Identité           | Étiquette | Qualité             |
| ---------------------------------------- | -------- | ------------------ | --------- | ------------------- |
| mars 1977                                | 1995     | Lucien René Theux  | ...       | Agriculteur         |
| mars 2001                                | 2014     | Jean-Marc Peyrucat | ...       | Exploitant agricole |
| mars 2014                                | En cours | André Passicos     | DVD       | Retraité            |
| Les données manquantes sont à compléter. |          |                    |           |                     |

### Jumelages
- Saint-Louis Neuweg (France)

## Population et société

### Démographie
| 1793 | 1800 | 1806 | 1821 | 1831 | 1836 | 1841 | 1846 | 1851 |
| ---- | ---- | ---- | ---- | ---- | ---- | ---- | ---- | ---- |
| 526  | 429  | 513  | 508  | 603  | 608  | 605  | 576  | 500  |

| 1856 | 1861 | 1866 | 1872 | 1876 | 1881 | 1886 | 1891 | 1896 |
| ---- | ---- | ---- | ---- | ---- | ---- | ---- | ---- | ---- |
| 516  | 558  | 538  | 428  | 465  | 435  | 432  | 374  | 354  |

| 1901 | 1906 | 1911 | 1921 | 1926 | 1931 | 1936 | 1946 | 1954 |
| ---- | ---- | ---- | ---- | ---- | ---- | ---- | ---- | ---- |
| 324  | 333  | 331  | 313  | 279  | 277  | 282  | 295  | 277  |

| 1962 | 1968 | 1975 | 1982 | 1990 | 1999 | 2006 | 2008 | 2013 |
| ---- | ---- | ---- | ---- | ---- | ---- | ---- | ---- | ---- |
| 257  | 229  | 224  | 195  | 181  | 179  | 184  | 186  | 202  |

| 2018 | 2022 | - | - | - | - | - | - | - |
| ---- | ---- | - | - | - | - | - | - | - |
| 209  | 198  | - | - | - | - | - | - | - |

### Manifestations culturelles et festivités
Depuis quelques années, les fêtes de la Saint-Barthélemy connaissent un véritable succès populaire,  attirant tous les jours des milliers de personnes venant de tous les horizons, dans un village comptant une centaine d'âmes.
Elles se composent de quatre journées bien remplies avec concerts, bal gigantesque, jeux pour enfants, repas festifs, grand feu d'artifice et la traditionnelle course landaise.

## Culture locale et patrimoine

### Lieux et monuments

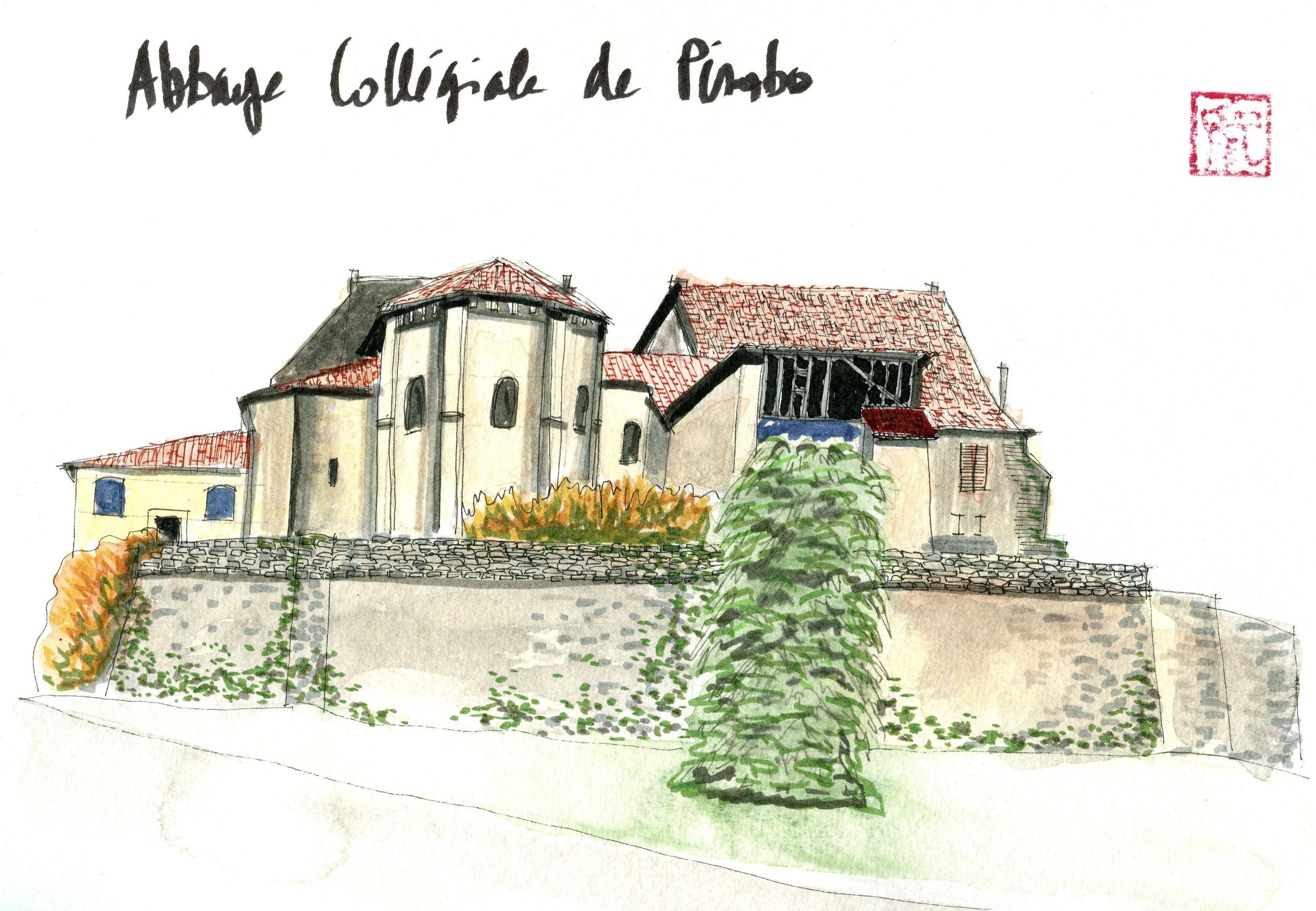
Aquarelle de l'abbaye de Pimbo dans le département français des Landes.

- Maison à colombage, garnie de pierre et de torchis.
- À l'extrémité ouest du village, une enceinte de 20 m de diamètre, talus d'une ancienne fortification.
- Collégiale Saint-Barthélemy de Pimbo  : malgré de nombreuses destructions et restaurations, elle conserve encore son aspect militaire et défensif et un intéressant décor sculpté de la fin du XIIe siècle, notamment les modillons du chevet roman. L’intérieur, en berceau, a davantage souffert, tant des protestants au XVIe siècle, que des travaux de fortification au XIVe siècle, et du remplacement des pierres érodées par un décor de stuc depuis. On peut y voir un crucifix de bois XVIIe siècle et deux statues de saint Marc et saint Barthélémy. Le portail sculpté fin XIIe siècle s'ouvre en avancée avec un petit toit, sur un puissant mur pignon ajouré de deux arcades portant deux cloches, et coiffé du chemin de ronde. Une décoration naïve et faussement primitive juxtapose des disques d'allure celtique, des pommes de pin, et des personnages assis et parfois enlacés.

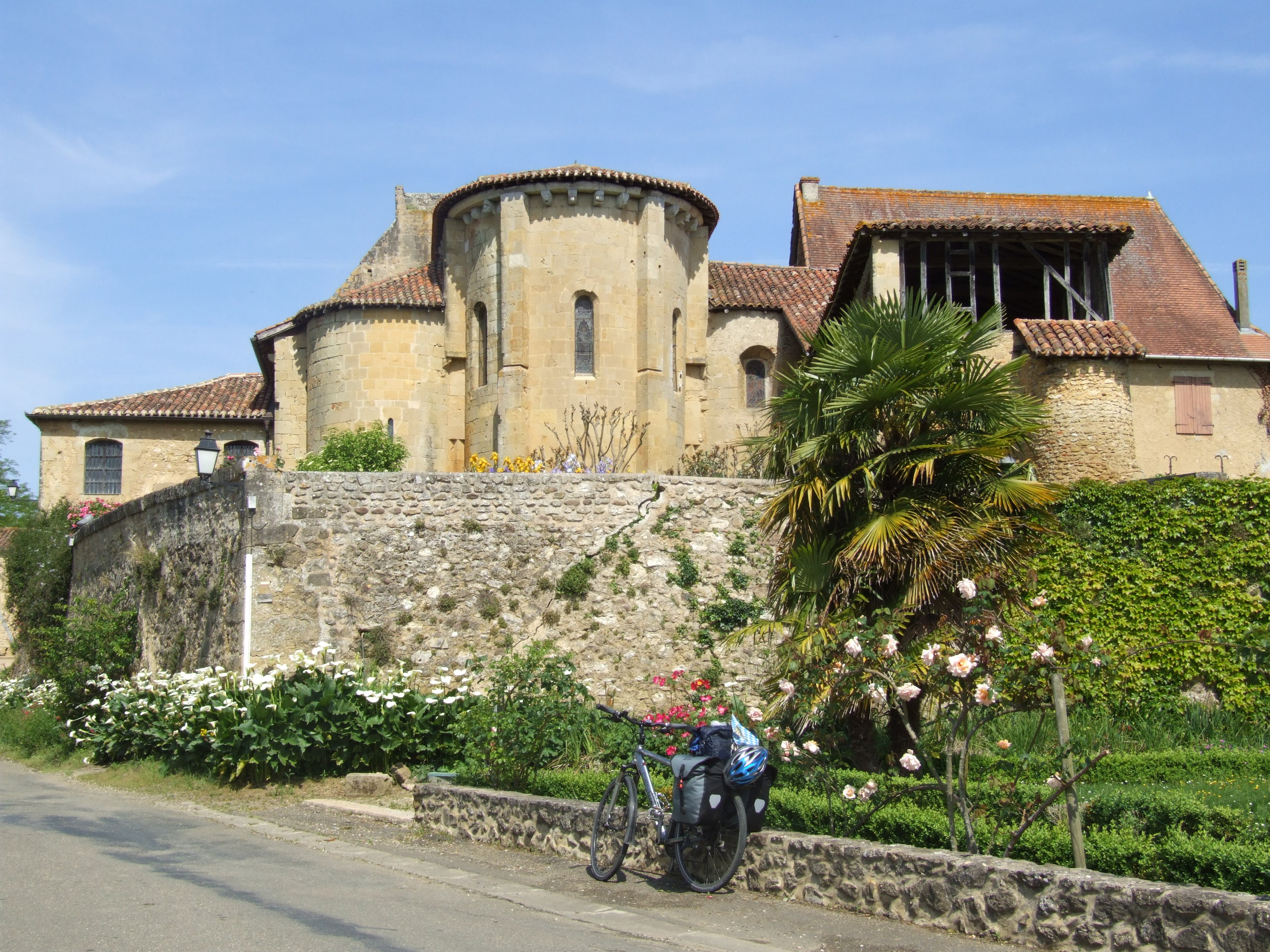
Le chevet de la collégiale Saint-Barthélemy.
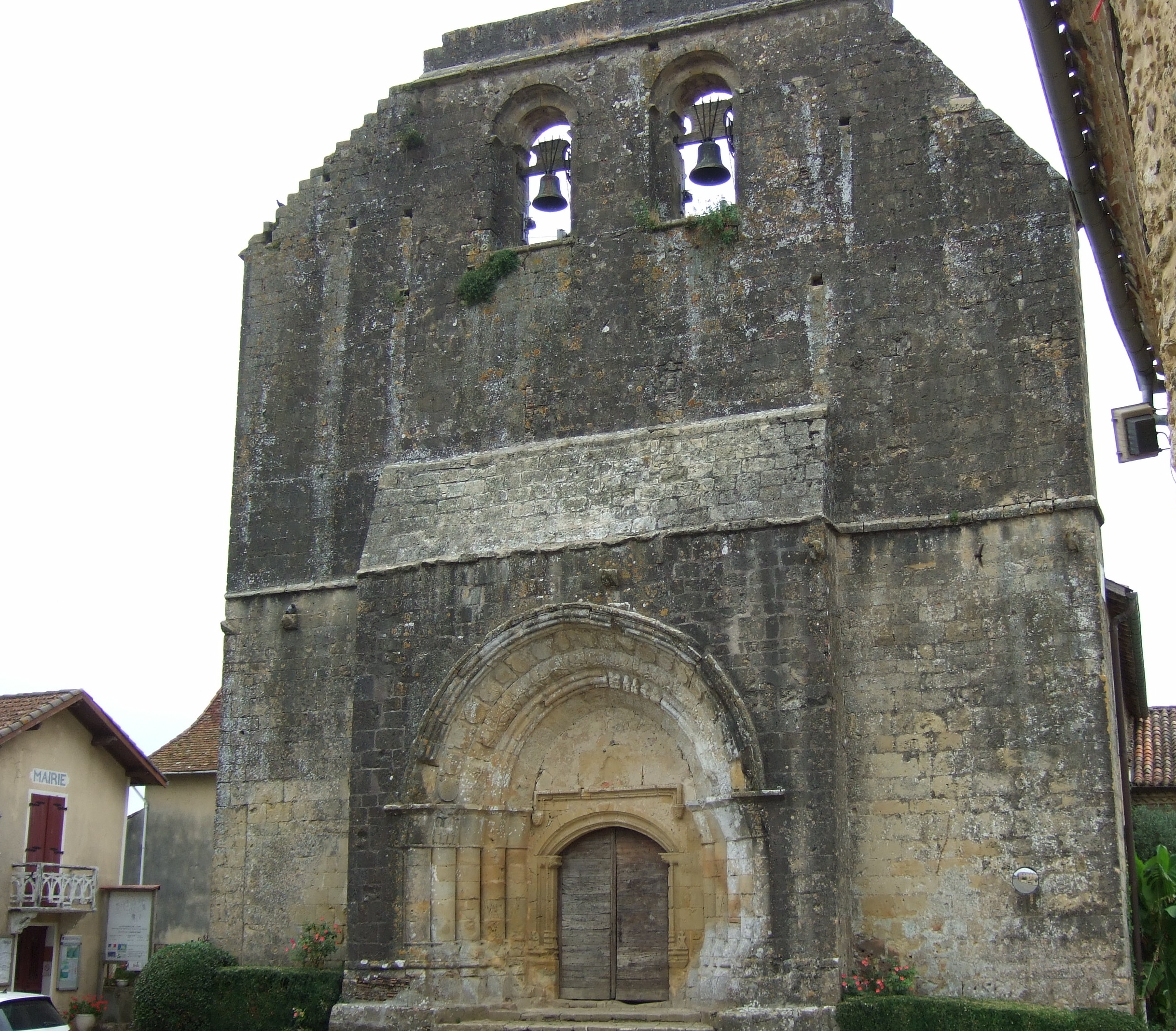
La façade de la collégiale Saint-Barthélémy.
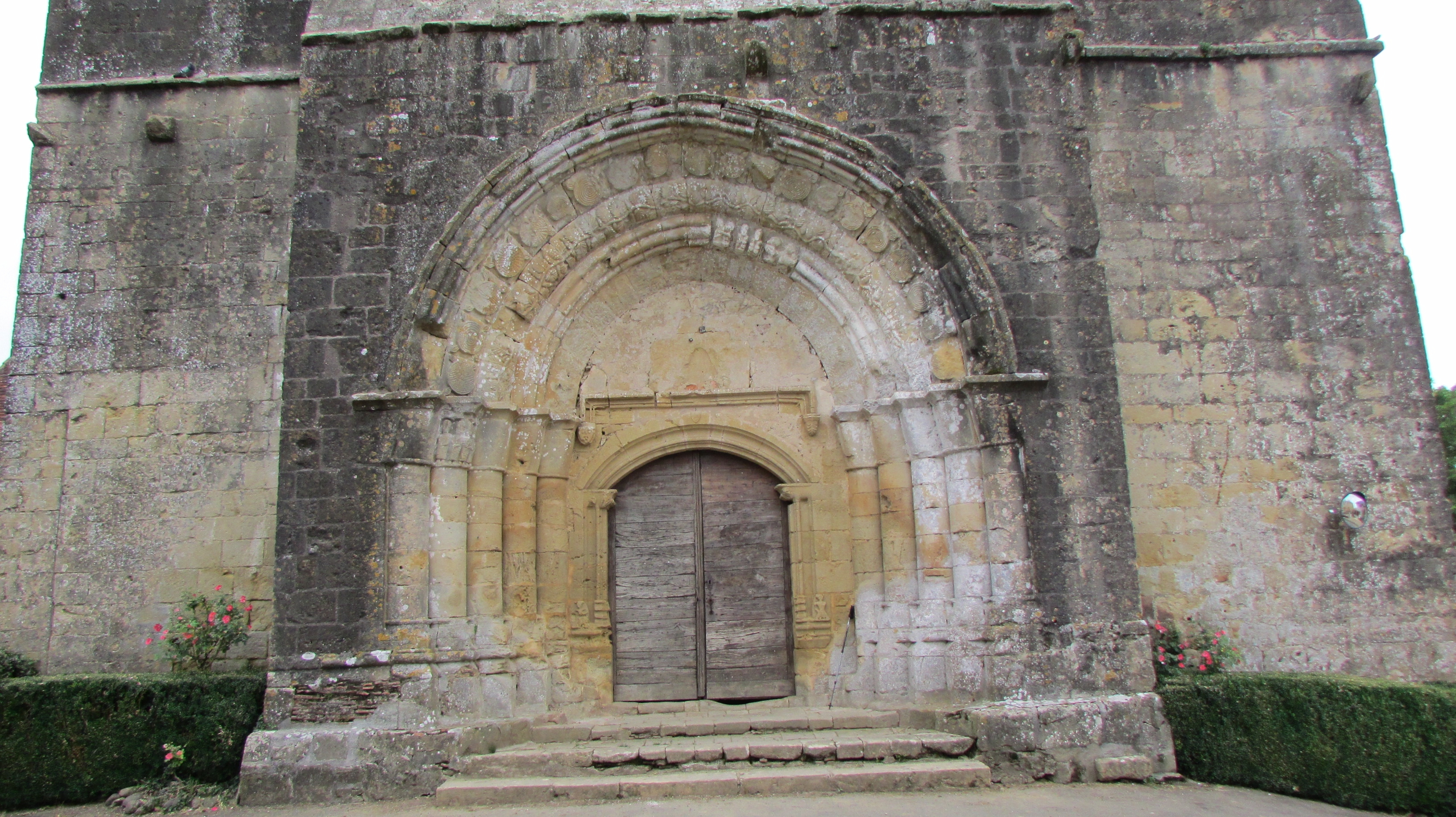
Le portail gothique de la collégiale Saint-Barthélémy.
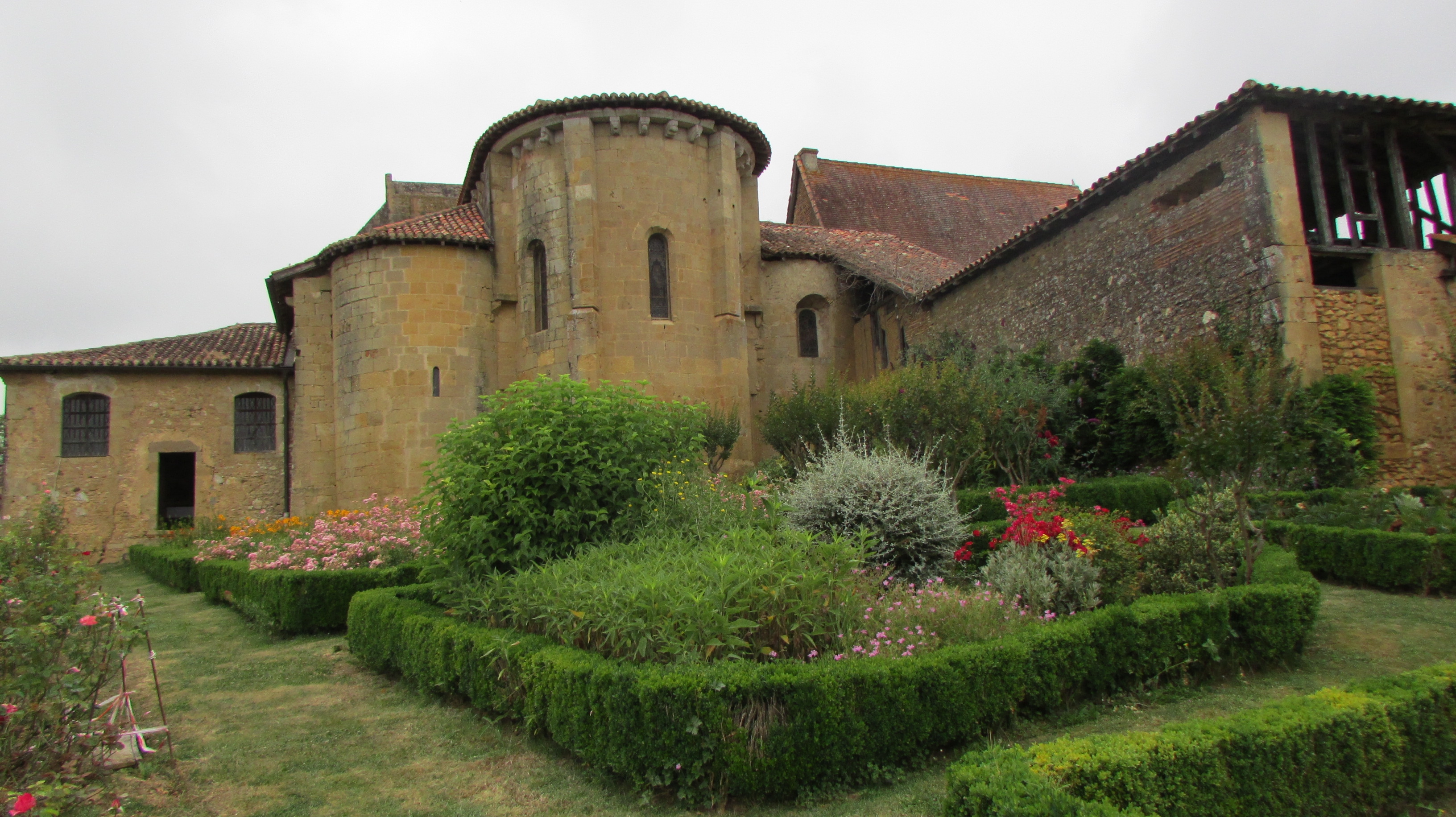
Le chevet de la collégiale Saint-Barthélémy et son jardin de curé.

### Héraldique
| Blason de Pimbo | Blason  | D'azur à la fasce cousue* de gueules chargée d'un léopard d'or et accompagnée en chef de deux coquilles d'argent et en pointe d'une pomme de pin versée d'or.                                              |
| Blason de Pimbo | Détails | * Ces armes emploient le terme « cousu » dans le seul but de contrevenir à la règle de contrariété des couleurs : elles sont fautives : gueules sur azur. Le statut officiel du blason reste à déterminer. |